# 벨기에의 군주 배우자 목록
이 문서는 벨기에의 군주 배우자를 나열한 문서이다.

## 벨기에의 왕비
| 사진 초상화           | 이름                       | 배우자                | 아버지 출신 가문                             | 출생일                | 결혼일                | 즉위일                | 퇴위일                | 사망일                |
| 작센코부르크고타 왕가 | 작센코부르크고타 왕가      | 작센코부르크고타 왕가 | 작센코부르크고타 왕가                        | 작센코부르크고타 왕가 | 작센코부르크고타 왕가 | 작센코부르크고타 왕가 | 작센코부르크고타 왕가 | 작센코부르크고타 왕가 |
| --------------------- | -------------------------- | --------------------- | -------------------------------------------- | --------------------- | --------------------- | --------------------- | --------------------- | --------------------- |
|                       | 오를레앙의 루이즈마리      | 레오폴 1세            | 루이 필리프 (오를레앙)                       | 1812년 4월 3일        | 1832년 8월 9일        | 1832년 8월 9일        | 1850년 10월 11일      | 1850년 10월 11일      |
|                       | 오스트리아의 마리 앙리에트 | 레오폴 2세            | 헝가리 부왕 요제프 대공 (합스부르크로트링겐) | 1836년 8월 23일       | 1853년 8월 22일       | 1865년 12월 10일      | 1902년 9월 19일       | 1902년 9월 19일       |
|                       | 바이에른의 엘리자베트      | 알베르 1세            | 바이에른 공작 카를 테오도르 (비텔스바흐)     | 1876년 7월 25일       | 1900년 10월 2일       | 1909년 12월 17일      | 1934년 2월 17일       | 1965년 11월 23일      |
|                       | 스웨덴의 아스트리드        | 레오폴 3세            | 바스테르고트란드 공작 칼 (베르나도트)        | 1905년 11월 17일      | 1926년 11월 4일       | 1934년 2월 17일       | 1935년 8월 29일       | 1935년 8월 29일       |
|                       | 레티 공작 부인 릴리안      | 레오폴 3세            | 앙리 바엘 (바엘)                             | 1916년 11월 28일      | 1941년 12월 6일       | 1941년 12월 6일       | 1951년 7월 16일       | 2002년 6월 7일        |
|                       | 파비올라 왕비              | 보두앵 1세            | 곤잘로 모라 페르난데스 리에라 델 올모 (모라) | 1928년 6월 11일       | 1960년 12월 15일      | 1960년 12월 15일      | 1993년 7월 31일       | 2014년 12월 5일       |
|                       | 파올라 왕비                | 알베르 2세            | 풀코 루포 디 칼라브리아 (칼라브리아)         | 1937년 9월 11일       | 1959년 7월 2일        | 1993년 8월 9일        | 2013년 7월 21일       | 생존                  |
|                       | 마틸드 왕비                | 필리프 1세            | 파트릭 두데켐 다코즈 (두데켐 다코즈)         | 1973년 1월 20일       | 1999년 11월 8일       | 2013년 7월 21일       | 현직                  | 생존                  |

## 같이 보기
- 벨기에의 군주